# Rožmitál (Zlaté Hory)
Rožmitál (niem.  Rosenthal) – osada, przysiółek miasta Zlaté Hory, położona w kraju ołomunieckim, w powiecie Jesionik, w Czechach, nad rzeką Złoty Potok (lewy dopływ Prudnika).